# Hellanbach
Hellanbach war eine nordenglische New-Wave-of-British-Heavy-Metal-(NWoBHM)-Band, die 1979 gegründet wurde und sich 1985 auflöste.

## Geschichte
In South Shields, Tyne and Wear, im Nordosten von England gelegen, gründeten der Sänger Jimmy Brash, der Gitarrist Dave Patton, der Bassist Kev Charlton und der Schlagzeuger Steve Walker 1979 eine Band mit dem phonetisch an die Floskel „Hell and back“ angelehnten Namen Hellanbach. Beim Label Guardian Records veröffentlichte die Band 1980 die selbstbezuschusste EP Out to Get You, deren vier Kompositionen noch Demo-Charakter haben. Das Geld reichte nicht, um alle gepressten Exemplare mit einer Bandfotohülle zu versehen. Dadurch wurde – unbeabsichtigt – eine unter Fans und Sammlern begehrte Rarität geschaffen. Der flotte Abverkauf des vielversprechenden Materials weckte das Interesse von Neat Records an einer Zusammenarbeit. Bevor es an die Aufnahmen für eine LP ging, plante das auf die NWoBH spezialisierte Label vier ihrer Neuverpflichtungen auf einer Split-EP vorzustellen. Der Titel der live im Studio eingespielten EP lautet One Take No Dubs und darauf vertreten sind neben Hellanbach Alien, Avenger und Black Rose, allesamt aus derselben Region stammend. Bei einer weiteren Nachbar-Band, die unter der Bezeichnung Fist firmierte, verdiente sich Bassist Charlton etwas als Roadie hinzu. Im September 1982 ging es in die Impulse Studios, wo unter der Leitung von Produzent Keith Nichol das Album Now Hear This entstand. Ende 1982 erschien die Split-EP und Anfang Februar 1983 das Album. Now Hear This wurde positiv aufgenommen, als störend empfand die Band jedoch, dass sich die Kritiker offenbar auf einen Van-Halen-Vergleich eingeschossen hatten. Light of the World von der EP wurde als Überarbeitung unter dem Titel Look at Me mit auf das elf Lieder umfassende Album genommen. Darunter befindet sich auch ein eher ungewöhnliches, denn das Schlussstück ist eine Coverversion von Everybody Wants to be a Cat aus dem Disney-Film Aristocats. Experimentierfreudig passte man die musikalische Vorlage dem eigenen krächzend-klirrenden Gitarren-Stil an. Eine Tour mit Raven schloss sich an. Die Bandmitglieder hatten jugendlichen Elan und das Verlangen, die Welt zu erobern, erfuhren von Neat Records allerdings keine Unterstützung. Sie beklagten sich in Interviews, südlicher als Durham ließe man sie nicht aufspielen.
Es gab Gerüchte, die besagten, Hellanbach habe aufgegeben oder sei zumindest auf Labelsuche. Tatsächlich wurde das zweite Album wieder mit Neat angegangen, nur der Schlagzeuger Barry Hopper war neu. Er kam von einer Band namens Mythra, die zur selben Zeit und in derselben Stadt wie Hellanbach gestartet war und es auch nicht weit gebracht hatte. Sie hatte gerade ihre Auflösung vollzogen. Für The Big H coverte die Band wieder ein Lied aus einem anderen stilistischen Umfeld. Allerdings ist Elton Johns Saturday Night's Alright for Fighting in seiner ursprünglichen Version schon rockig angelegt, sodass die Bearbeitung auf Hellanbachs Album nicht heraussticht. Dies erreicht vielmehr die Hommage an die Rockabilly-Band Stray Cats namens Daddy Dig Those Cats (noch einmal geht es also um „musizierende Katzen“). Erneut angewendet wurde außerdem die Praxis, ein Lied der EP umzuarbeiten. Bei Little Darlin’ ist deshalb die Melodielinie von Nobody’s Fool herauszuhören. Die Absatzzahl des Ende 1984 erschienenen Albums lag nicht über der des Debüts und die Band wurde mehr oder weniger sich selbst überlassen. Fast zwangsläufig kam es 1985 zur Auflösung.
Die drei Instrumentalisten Patton, Charlton und Hopper stiegen bei der lokalen Band Bessie & The Zinc Buckets ein, die vom Ex-Mythra Maurice Bates gegründet worden war. Diese Formation soll am Rockabilly orientiert gewesen sein, was nachträglich den Rockabilly-Ausflug auf The Big H erklärt. Darüber hinausgehend konnte Patton weitere Male in Erscheinung treten Einmal bei einer unbedeutenden Produktion einer ebenso bedeutungslosen Band. Das andere Mal als Tour-Gitarrist in der 1995er Begleitband von Glenn Hughes. Charlton und Hopper hatten das Glück, dass sich Bands, mit denen sie vorher verbunden waren, reformierten. 2000 beteiligte sich Charlton an der Fist-Reunion und Hopper ließ Mythra 2003 wieder aufleben.
Im Jahr 2002 fasste das Label Sanctuary Records sämtliche irgendwo veröffentlichten Aufnahmen (bis hin zu einer Kassettenversion) der Gruppe zu einer umfassenden Anthologie auf einer Doppel-CD zusammen.
In der Rückschau wird vereinzelt eingestanden, dass der allzu häufige Fingerzeig der Presse auf Van Halen unfair gewesen sei. Er habe der Gruppe einen Bärendienst erwiesen, denn er sei eine Belastung gewesen.

## Stil
Hellanbach spiele „wahnwitzig schnell“ („fast and furious“) vermerkte kurz und bündig The International Encyclopedia of Hard Rock and Heavy Metal. „Exzentrisch-gitarrenbetonten melodischen Hard Rock“ vernahm Martin Popoff (The Collector’s Guide of Heavy Metal Volume 2: The Eighties). Am ausführlichsten (vor allem blumiger als hier wiedergegeben) umschrieb Dave Ling, Autor der Biografie im Booklet zur Anthology-Doppel-CD, den Stil. Er enthalte protzigen Gesang, rotznäsige Refrains, wuchtige Soli und rasende Rhythmen. Anerkanntermaßen handele es sich bei der Hinterlassenschaft von Hellanbach um „unterbewertete Klassiker“. So gehört All Systems Go (frühe Versionen noch mit dem Klammerzusatz „Full Scale Emergency“) zu den am meisten verbreiteten Liedern der Band. Malc Macmillan verglich es in seinem Buch The N.W.O.B.H.M. Encyclopedia mit Killing Time von Sweet Savage.
Colin Larkin stellte in The Guinness Who’s Who of Heavy Metal Second Edition fest, dass beim Übergang vom ersten zum zweiten Album zur metallischen Härte noch mehr Melodiösität hinzugetreten sei. Er erwähnte auch die Brandmarkung als Van-Halen-Epigonen. Andreas Kraatz vom Musikexpress war einer derer, die bei Erscheinen des Debüts die „eindeutig an Eddie van Halen geschulten Gitarrenläufe“ hervorhoben. Den Van-Halen-Vergleich zogen beziehungsweise zitierten auch Eduardo Rivadavia für die Internetplattform Allmusic, Garry Sharpe-Young im Buch The Ultimate Hard Rock Guide (dann natürlich auch auf der von ihm initiierten Website rockdetector.com) sowie der bereits erwähnte Martin Popoff. Auch Otger Jeske meinte im Iron-Pages-Buch über die New Wave of British Heavy Metal, so wie Now Hear This hätte die konsequente Fortführung des 1979er-Debüts von Van Halen klingen können. (Eine Aussage, die laut Anthology-Booklet schon Neil Jeffries im Kerrang! getroffen hatte.) Auf The Big H sei die Band streckenweise (in vertretbarem Rahmen) kommerzieller geworden. Oliver Klemm sah dagegen im Metal Hammer mehr als nur einen leichten Einschlag in kommerziellere Gefilde. Seinem Kollegen vom Rock Hard, Frank Trojan, erging es nicht anders; er warnte regelrecht vor einem Fehlkauf.

## Diskografie
- 1980: Out to Get You (EP, Guardian Records)
- 1982: One Take No Dubs. Live in the Studio (Split-EP, Beitrag All Systems Go (Full Scale Emergency), Neat Records)
- 1982: 60 Minute Plus. Heavy Metal Compilation (Kassetten-Kompilation, Beitrag All the Way, Neat Records)
- 1983: Now Hear This (Album, Neat Records)
- 1983: All Hell Let Loose (Kompilation, Beitrag: All the Way, Neat Records)
- 1983: Metal Battle. The New Generation Heavy Metal Sampler (Kompilation, Beitrag Dancin’, Roadrunner Records)
- 1984: The Big H (Album, Neat Records)
- 1993: Metal Masters (4-CD-Box-Kompilation, Beitrag: Al Systems Go, Castle Communications)
- 2002: The Big H: The Hellanbach Anthology (Kompilation, Sanctuary Records)